# Daptolestes sergius
Daptolestes sergius là một loài ruồi trong họ Asilidae. Daptolestes sergius được Walker miêu tả năm 1849.